# Paracloeodes lugoi
Paracloeodes lugoi är en dagsländeart som beskrevs av Lowell Fitz Randolph och Mccafferty 2000. Paracloeodes lugoi ingår i släktet Paracloeodes och familjen ådagsländor. Inga underarter finns listade i Catalogue of Life.